# アラムート

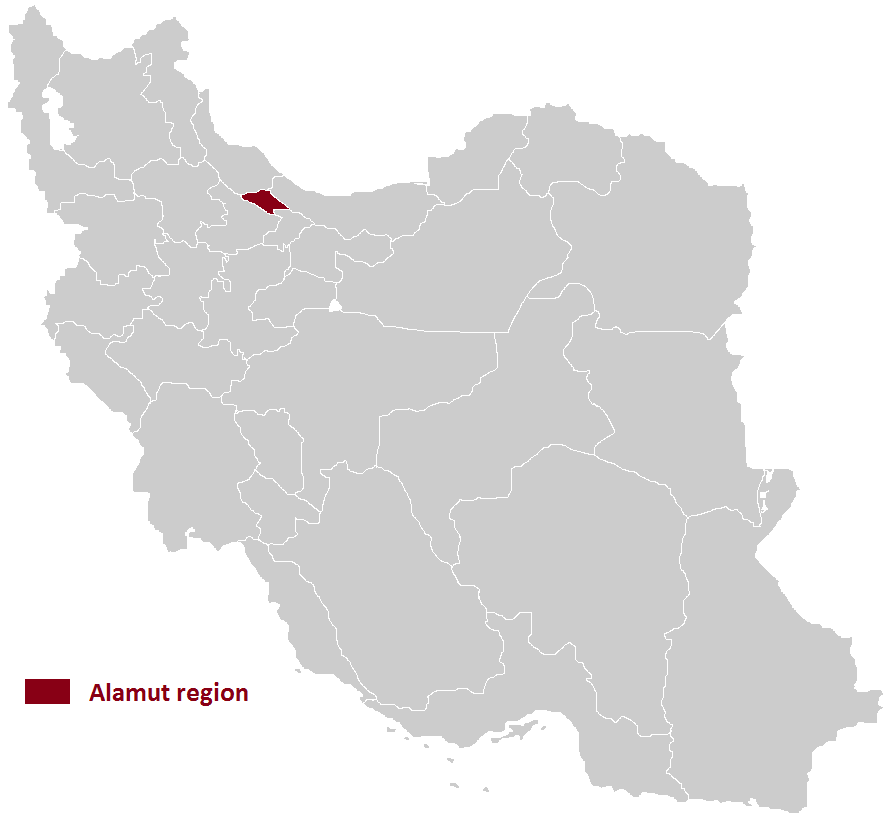
イランにおけるアラムートの位置

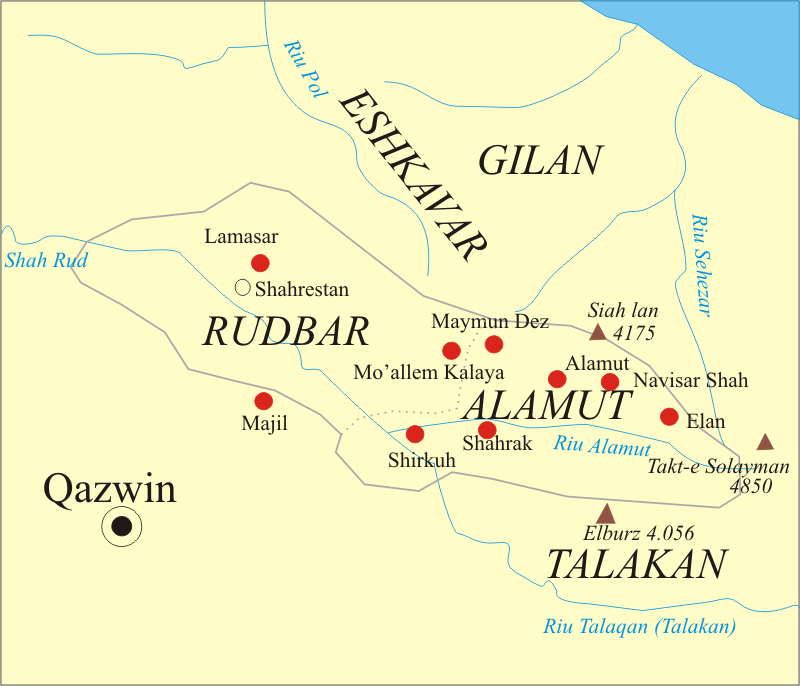
周辺の山城

アラムート（الموت）とは、イランのアルボルズ山脈西端、現ガズヴィーン州の東北に位置する渓谷の名称。11世紀末から13世紀にかけて、ハサン・サッバーフが築いた暗殺教団とも称されるニザール派の拠点（アラムート城砦）となったことで知られる。
11世紀中頃、セルジューク朝の支配するイランで生まれ育ったハサン・サッバーフは各地でシーア派の教えを説く中でセルジューク朝の迫害に遭い、北西イランのガズヴィーンに隠れ潜んだ。ここでハサン・サッバーフはガズヴィーン東北方の峻険な山岳地帯にあるアラムートに目をつけ、自らの配下を送り込み予めアラムート城砦を掌握した上で、1090年9月4日に自ら入城しこの地をニザール派の拠点と定めた。
アラムートを拠点としたニザール派はハサン・サッバーフの死後も勢力を拡大させてゆき、モンゴル帝国によって滅ぼされるまでにアラムート一帯には数百もの山城が築かれた。その多くは現在においても正確な地位は不明であるが、アラムート城、ランマサル城などが知られている。山岳地帯の山城そのものはイラン史上珍しいものではないが、ハサン・サッバーフが築いたような大規模かつ難攻不落の山城群は他のどの時代にも見られない独自のものであった。モンゴル時代のイラン史を専門とする本田実信はアラムートの山城群の構築はユーラシア大陸に広く見られる山岳宗教・修道院運動の延長線上にあるものと指摘し、宗教的情熱があってこそ莫大な労力・費用を必要とする非生産的な山城群構築を成し遂げられたのだと述べている。